# Narziss i Goldmund
Narziss i Goldmund és el títol de la traducció catalana de la novel·la Narziß und Goldmund que Hermann Hesse va publicar el 1930.
Es tracta d'una novel·la de conciliació d'antagonismes. Els dos personatges protagonistes, Narziss i Goldmund, segueixen, sengles, els seus propis camins, travessen l'un i l'altre innombrables desventures i descobriments. Els seus punts de vista sobre el món, esbossen a l'inici trajectòries marcadament divergents, per retrobar-se, després en l'essencial, cap al final de l'obra.
El novel·lista proposa una reconciliació cap al desenllaç. El que es veu de fet és que tots dos personatges no han pas deixat de pensar emocionadament, l'un en l'altre, al llarg de tota la vida. Malgrat les diferències d'objectius i de menesters que els han atrafegat. A la seva manera, Hesse buscarà conjugar sense trencar, el dualisme entre esperit i matèria, entre espiritualitat i animalitat, o entre la mirada de les ciències i la de les arts.

## Personatges principals
Narziss és un monjo novici dotat del coneixement d'una ample saviesa humana. Diligent i contemplatiu, amant del grec clàssic i de les ciències, una persona completament espiritual i consagrada amb unció a la vida religiosa. Tot i ser molt jove ha sigut designat com a assistent de grec a l'escola del monestir de Mariabronn, lloc on en un dia arriba un nou alumne: Goldmund. A poc a poc, en sessions de lenta i mesurada aproximació, Narziss, amb sensibilitat i prudència, mostrarà a aquest noi el seu camí, que no era el que altres — el seu pare — li havien predissenyat.
Goldmund, en la polaritat, representarà l'esperit sensible de l'artista, amb una gran capacitat d'estimar i de commoure davant els esdeveniments de la vida. Durant el seu periple vital afrontarà innombrables aventures i ensopegarà amb la diversitat de tota mena de realitats, entre les quals hi ha la mort, que se li ha de presentar en una multiplicitat de rostres. Amb una sola mirada entranyable aconsegueix capturar el cor de les dones elegides. Encarna l'esperit del rodamón, i sobretot de l'artista creador, que és herència de la seva mare, a la qual persegueix trobar en les tenebres de la seva inconscient. Aquesta fita, i no una altra, és la comesa de la seva vida sencera. Però en aquest llarg i tortuós pelegrinatge a la recerca de si, mai s'oblidarà de l'amic més estimat, Narziss, constantment present en els seus pensaments.

## Essència de l'argument
L'ascètic i espiritual Narziss és destinat amb claredat a complir una brillant carrera religiosa. Es presenta com un juvenil mestre al convent de Mariabronn, respectat i fins temut pels seus superiors en virtut del reconeixement de la seva saviesa. L'erudició, els coneixements i el saber, no són les seves úniques capacitats. Té també la molt personal aptitud de llegir amb profunditat i precisió en l'ànima de les altres persones.
Tal lectura, tal empatia, serà exercida i aplicada a Goldmund. Aquest nou alumne dipositat al monestir, fredament, per un pare que aspira a transformar-lo en un erudit i un religiós, tot això en el manifest. En el fons recòndit de la seva ànima aspira que en el seu fill s'aconsegueixi l'expiació de la culpa de la seva mare, artista devota de la seva llibertat, que els va abandonar tots dos.
La mare sempre ha estat en l'ànima de Goldmund una figura desproveïda de rivets clars, el seu perfil és el que li ha quedat dels relats i de les referències del seu pare. El seu amic Narziss s'ha de mostrar sensible a aquests oblits i llacunes, i ajudarà a tornar a evocar aspectes perduts, així com col·laborarà perquè Goldmund arribi a la certesa que l'erudició i la vida religiosa no conjuguen la seva veritable  vocació.
Convençut Goldmund de la certesa de les paraules de Narziss, als divuit anys resol abandonar el monestir. Emprendrà així una nova vida de rodamón en què s'anirà iniciant-se en l'aprenentatge de l'amor, sensual i emotiu, de tots els gaudis, de les alegries i sofriments: en una paraula, dels més diversos aspectes de la vida.
Després de nombrosos anys de desesperançada recerca Goldmund descobreix veritablement la seva naturalesa d'artista. La mateixa que tan brillantment havia sigut entrevista i anunciada pel seu amic Narziss. D'aquesta manera es transformarà en alumne del mestre Nicolau, després de la visió d'una estàtua de Maria, que és obra seva. La seva aspiració serà la de plasmar les imatges configurades dins seu al llarg del temps, que sintetitzen la seva experiència del món. Promptament passarà d'aprenent a mestre, passatge en el qual molt tindrà a veure la realització plàstica de l'apòstol  Joan, amb els trets precisos de Narziss.
Anomenat pels seus apetits de vida errant, deixa la seva tasca amb el mestre Nicolau. Reprèn la vida de rodamón i en el curs d'aquest dens pelegrinatge ha de conèixer els horrors multiformes del món, la pesta que arrasa amb les poblacions, els polifacètics rostres de l'amor, es lliura a l'abraçada apassionat de moltes dones, amb el seu gran poder de seducció, però únicament algunes quedaran al seu cor: la gitana Lisa, Lidia, Julia, Lena, que morirà víctima de la pesta, Inés, amant d'un comte... Però entre tants rostres només una figura femenina va acompanyar-lo en tota la seva existència, des que partís del monestir: la Mare Eterna, imatge viva, contínuament mutable, que, finalment resultarà ser la imatge de la seva pròpia mare. Tota la seva vida ha estat la persecució d'aquesta imatge. Per trobar-la haurà arribat a la vellesa ...
Després d'aquest allunyament, en què progressivament ha anat visualitzant la cara de la seva mare sent la necessitat de tornar al taller del seu mestre, per plasmar en talles de fusta totes les imatges acumulades. Després d'un llarg camí arriba finalment al taller de Nicolau, però ell ha mort.
Goldmund roman a la ciutat, amb la intenció de continuar la seva feina d'artesà i escultor, però allà coneix una nova dona i s'involucra en un episodi que li valdrà la condemna a mort. D'això el salva un sacerdot, que és Narziss convertit en abat del monestir, qui el porta de tornada al lloc on tants anys abans ambdós es van conèixer.
Al monestir, Goldmund es dedica a l'art i sorprèn Narziss ensenyant-li moltes coses que aquest no va conèixer en la seva vida intel·lectual i religiosa. Es reconverteix i viu una vida sedentària i d'alguna manera espiritual, però la seva ànima errabunda li demana una última sortida als camins, on s'acomiadaria de la seva joventut. En cercar en el fons una altra trobada amb una bella dona del seu passat immediat, va patir un accident, i es va dirigir llavors — no sense orgulloses vacil·lacions — de tornada al convent. Narziss l'haurà d'acollir i cuidar. Evolucionarà mal i la mort se li acostarà. Però ara sap que pot morir serè i en pau. Ha entrevist el perseguit tota la vida, ha cregut comprendre que la imatge de la seva mare és la que li ha permès - amb propietat - estimar, i la que ara li permet morir.
Les seves últimes paraules a Narziss dictaminaran aquesta apreciació: «Per estimar i morir, cal haver tingut mare».

## Perfils dels protagonistes
En veritat, manifesta o implícitament, Narziss és l'eix de la història. És clar que es tracta d'un jove de gran talent i que, per això, gairebé és temut pels seus superiors. En certa manera la seva figura té dimensions colossals, dins del monestir. Tot el controla ja tots controla amb l'exercici de les seves capacitats. L'abat Daniel se'ns apareix fútil en les seves disputes amb Narziss i en la rutinària defensa de les jerarquies.
En concloure la novel·la ell haurà arribat a ser l'abat del monestir de Mariabronn. La figura de l'apòstol Joan treballada per Goldmund operarà com un catalitzador en la seva evolució espiritual. Captarà les incerteses i les debilitats que el conformen, se sent víctima de la filosofia i de la seva pròpia filosofia, de les quals abans se sentia plenament amo, com amo total de la veritat. Així serà gràcies a la contraposició amb Goldmund que prendrà consciència que el ple control de la vida de l'esperit no és l'únic camí, i que aquest camí no és més eficaç que el sender dels sentits.
Goldmund serà el mitjà que Hesse va utilitzar per a expressar les dissidències entre espiritualitat i mundanitat, entre "eros" i "logos". Seran les seus versatilitats, les seves incerteses les que el conduiran a una vida d'impertorbable vagabund.

## Filosofia de la novel·la
El nucli de pensament fonamental es troba en els dos últims capítols del llibre. Allà, Hesse desenvolupa, amb les paraules de Narziss, les seves idees rectores, en concloure el desenvolupament dels fets concrets.
El contrast entre naturalesa i esperit és el cor de la novel·la, pel que fa a la persecució i la trobada de la veritat. Tant Narziss, que representa l'esperit, com Goldmund que simbolitza la naturalesa, s'han de sentir insatisfets de les seves respectives recerques. Els seus camins són parcials, i no representen la totalitat humana. D'aquesta manera Goldmund es veurà allunyat de l'espiritualitat i de la fe a Déu, com a Narziss, immers en ambdues, es veurà desproveït del coneixement de la vida sensorial. Finalment, una mica de pau trobaran en sentir que la bifurcació s'ha degut a l'acceptació de la personal idiosincràsia, el | si mateix essencial, segons la teoria de Carl Gustav Jung.

## Traduccions al català
N'hi ha dues traduccions al català, totes dues amb el títol Narziss i Goldmund:
- Traducció de Judit Vilar (1985, ISBN 8472792137).
- Traducció d'Anna Soler Horta (2000, ISBN 8475967523).